# Ronny Johnsen
Jean Ronny Johnsen (* 10. června 1969 Sandefjord) je bývalý norský fotbalista. Norsko reprezentoval v letech 1991–2007, odehrál za národní tým 62 utkání, v nichž vstřelil tři branky. Zúčastnil se mistrovství světa v roce 1998. V letech 1996–2002 působil v Manchesteru United, s nímž v sezóně 1998/99 vyhrál Ligu mistrů. Třikrát též s United slavil anglický mistrovský titul (1996–97, 1998–99, 2000–01). S Vålerengou získal roku 2005 titul norský.